# Alain Prochiantz
Alain Prochiantz, né le 17 décembre 1948 à Paris, est un chercheur en neurobiologie et professeur au Collège de France dont il devient l'administrateur de 2015 à 2019.

## Biographie
Alain Prochiantz est un ancien élève de l'École normale supérieure (1969). Après une thèse de science obtenue en 1976 dans le domaine de la traduction génétique, il s'oriente vers la neurobiologie en travaillant avec Jacques Glowinski et devient chargé de recherche (1978-1981) puis directeur de recherche (1982-2007) au CNRS. Il obtient la direction du département de Biologie de l'École normale supérieure qu'il conserve jusqu'en 2006 pour devenir titulaire de la chaire « Processus morphogénétiques » du Collège de France en 2007.
Il est par ailleurs membre de l'Académie des sciences depuis le 18 novembre 2003 et président du Comité de la recherche de la Fondation pour la recherche médicale (FRM). En 2011, il reçoit pour l'ensemble de ses travaux le Grand Prix de l'Inserm,.
Alain Prochiantz est également l'auteur de nombreux articles scientifiques et livres sur le cerveau ; il participe à des mises en scène de théâtre à caractère scientifique avec son ami Jean-François Peyret. Ensemble, ils collaborent à l'écriture de la pièce Ex vivo / In vitro, créée au théâtre de la Colline en novembre 2011.
Alain Prochiantz est élu par ses pairs administrateur du Collège de France à partir du 1er septembre 2015. Thomas Römer lui succède le 1er septembre 2019.

## Apports scientifiques
Alain Prochiantz travaille depuis le début des années 1980 dans le domaine de la neurobiologie moléculaire, notamment sur les processus de morphogenèse et de différenciation cellulaire nerveuse. Il réalise ses premiers travaux d'importance au Collège de France avec Jacques Glowinski sur le développement et la maturation in vitro des neurones dopaminergiques du mésencéphale,,.
Son laboratoire ayant déménagé à l'École normale supérieure, il s'intéresse ensuite aux signaux moléculaires responsables de certains processus de morphogenèse neuronale et souligne en particulier dès 1991 le rôle des homeoboxes de certains facteurs de transcription, (mais également de différentes protéines de la matrice extracellulaire comme la ténascine, les glycoaminoglycanes...) dans ces phénomènes.
Comme cela était alors totalement admis dans la communauté scientifique, il propose que des cascades de régulation de gènes homéotiques (de la famille Hox) sont potentiellement impliquées dans de nombreuses étapes de la différenciation neuronale, de la croissance des neurites, de la polarité neuronale... Cependant, allant à l'encontre d'un certain nombre de connaissances, voire de dogmes dans le domaine de la biologie moléculaire, il rapporte que des domaines de facteurs de transcription, voire de protéines entières comme la protéine Hox5, peuvent être internalisés dans une cellule, et émet dès lors l'idée de la possible sécrétion d'un facteur de transcription donné par une cellule nerveuse A pouvant être internalisé par une cellule B voisine et avoir un effet biologique sur celle-ci. Pour clairement démontrer cela, il s'intéresse avec son équipe à l'homéoprotéine Engrailed de la famille des gènes Hox impliquée dans la morphogenèse des structures cérébrales et démontre que celle-ci présente également une localisation intracellulaire dans les vésicules de sécrétion.
La première publication clé soutenant cette théorie se fait en 1998 avec la démonstration in vitro qu'une grande proportion du facteur de transcription nucléaire Engrailed est effectivement sécrété dans le milieu extracellulaire par des cellules Cos et recapturé par les neurones en coculture agissant comme potentiel messager peptidique intercellulaire. Ces articles ont été publiés dans de bons journaux de biologie mais pas de premier plan car les données étaient relativement contestées par la communauté scientifique. Ces découvertes prendront quelque temps pour être reconnues. Son équipe démontre par la suite l'implication des protéines Engrailed-1/2 dans le développement et la survie des neurones dopaminergiques en utilisant des modèles de souris hétérozygotes (En1+/-) pour celles-ci et en proposant un mécanisme d'action sur l'activation transcriptionnelle des sous-unités Ndufs1 and Ndufs3 du complexe I de la chaîne respiratoire mitochondriale.
Alain Prochiantz continue ses travaux en génétique évolutive du développement et oriente ses recherches vers les aspects physiologiques de ses découvertes moléculaires fondamentales notamment pour la compréhension des processus de plasticité neuronale et de guidage axonal.

## Prix et distinctions
- 2001 : Prix de recherche de la Fondation Allianz-Institut de France[20].
- 2011 : Grand Prix de l'Inserm

## Ouvrages
- Les Stratégies de l'embryon, PUF, 1987,  (ISBN 978-2-13-041422-3)
- La Construction du cerveau, Hachette, 1989,  (ISBN 978-2-01-235028-1)
- Claude Bernard : la révolution physiologique, PUF, 1990
- La Biologie dans le boudoir, éditions Odile Jacob, 1995,  (ISBN 978-2-7381-0316-1)
- Les Anatomies de la pensée - À quoi pensent les calamars ?, éditions Odile Jacob, 1997,  (ISBN 978-2-7381-0448-9)
- Machine-esprit, éditions Odile Jacob, 2001,  (ISBN 9782738109163)
- La Génisse et le Pythagoricien - Traité des formes, Alain Prochiantz et Jean-François Peyret, éditions Odile Jacob, 2002,  (ISBN 978-2-7381-1210-1)
- Les Variations Darwin, Jean-François Peyret et Alain Prochiantz, coll. « Sciences », éditions Odile Jacob, 2005,  (ISBN 978-2-7381-1559-1)
- Géométries du vivant, coll. « Leçons inaugurales du Collège de France », éditions Fayard, 2008,  (ISBN 978-2-213-63501-9).
- Darwin : 200 ans, coll. « Collège de France », éditions Odile Jacob, 2010,  (ISBN 978-2-7381-2522-4).
- Génétique, évolution, développement, éditions De vive voix, 2010,  (ISBN 978-2-84684-099-6).
- Qu'est-ce que le vivant ?, coll. « Les Livres du Nouveau Monde », éditions du Seuil, 2012,  (ISBN 9782021026733).
- Singe toi-même, éditions Odile Jacob,  (ISBN 9782738146991), 2019[21]
- Accident: regard sur la république des sciences, 2024.